# Janków (powiat tomaszowski)
Janków – wieś w Polsce położona w województwie łódzkim, w powiecie tomaszowskim, w gminie Rokiciny.
W latach 1954–1959 wieś należała i była siedzibą władz gromady Janków, po jej zniesieniu w gromadzie Ciosny. W latach 1975–1998 miejscowość należała administracyjnie do województwa piotrkowskiego.
Istnieje tu lokalny klub piłkarski LKS "Tęcza".